# Maasbeeld

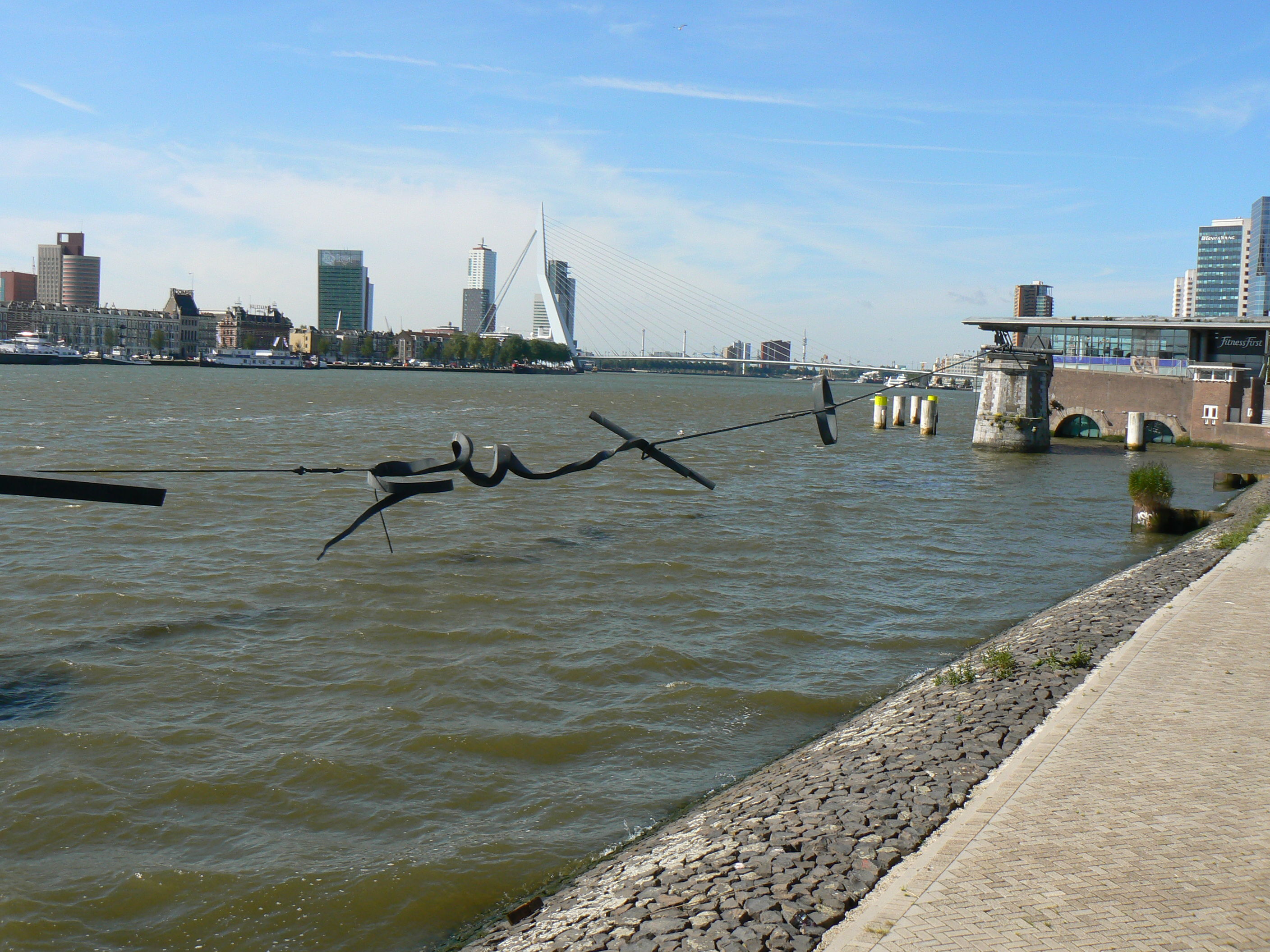
Maasbeeld

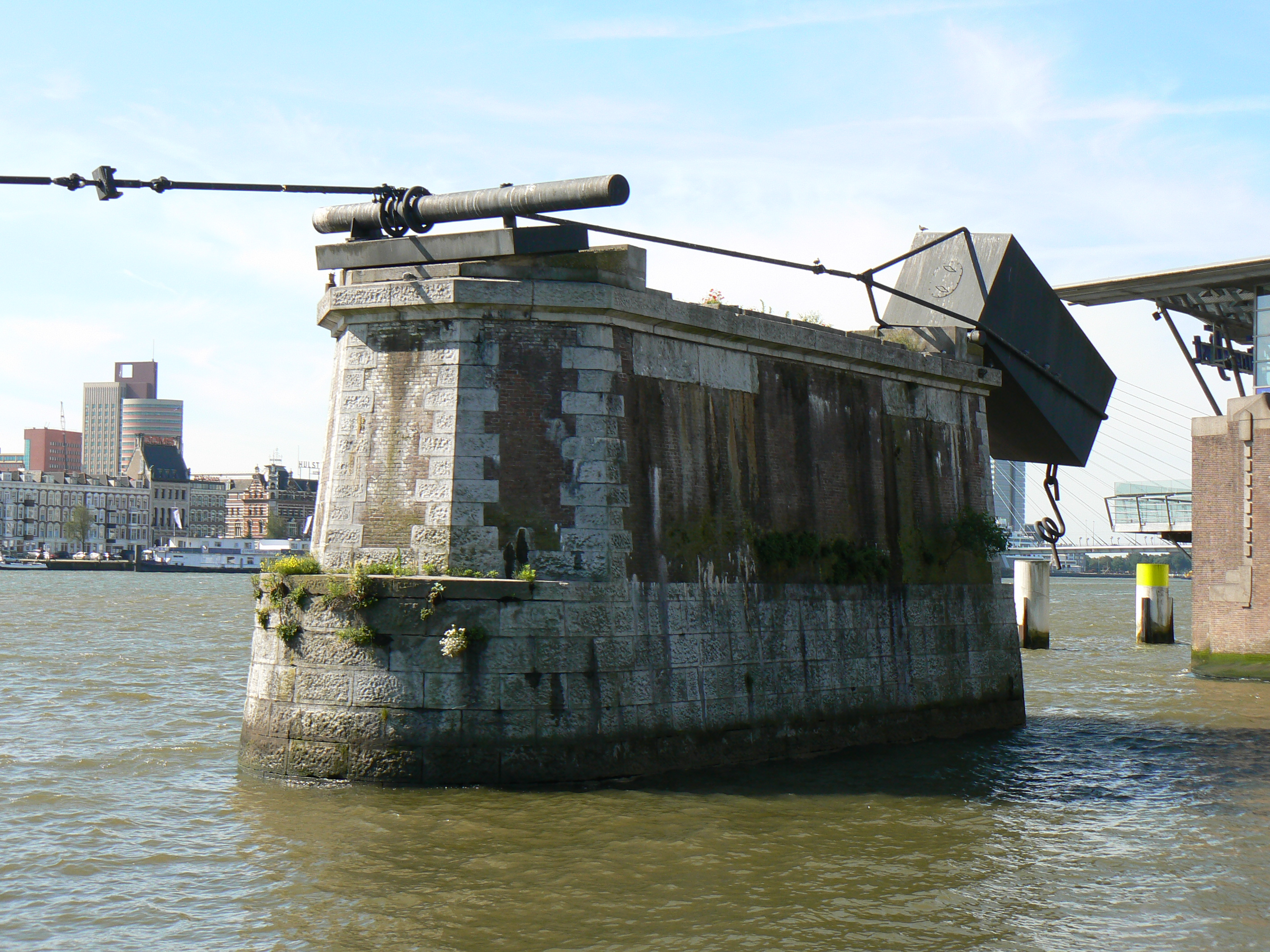
Bevestiging op een pijler van de
oude spoorbrug, met contragewicht om de staalkabel op spanning te houden.

Maasbeeld (1983) is een sculptuur van Auke de Vries in de Nederlandse stad Rotterdam, aan de noordelijke Maasoever tussen de Willemsbrug en een pijler van de ontmantelde spoorbrug. Plaatselijk staat het Maasbeeld bekend als De waslijn.
Het kunstwerk is 182 meter lang en bestaat uit staalkabel en een aantal abstracte elementen die boven het water van de Nieuwe Maas hangen.
Bij hoogwater drijft één bol in het water.
Door de wind en eventueel de golfslag is het kunstwerk meestal in beweging.
Van 1983 tot 1988 hing het kunstwerk tussen de (nieuwe) Willemsbrug en de oude spoorbrug.
Vanwege de aanleg van een spoortunnel ging het kunstwerk in opslag, tot het in 1994 na de sloop van de spoorbrug zijn definitieve vorm kreeg. De noordelijke brugpijler
is blijven staan en dient als bevestigingspunt voor de staalkabel, die doorloopt naar een groot blok dat fungeert als contragewicht aan de andere kant van de pijler.

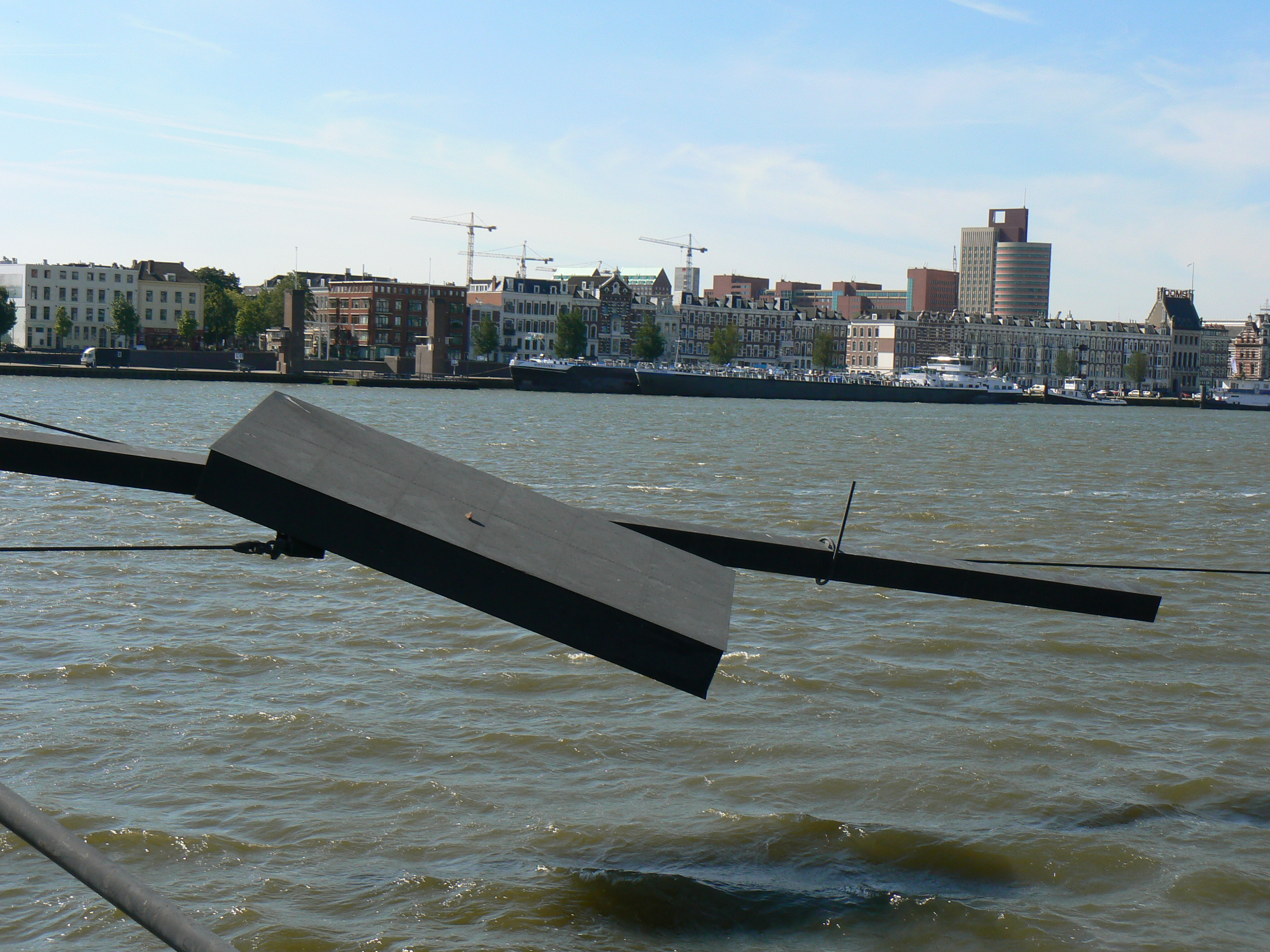
Detail
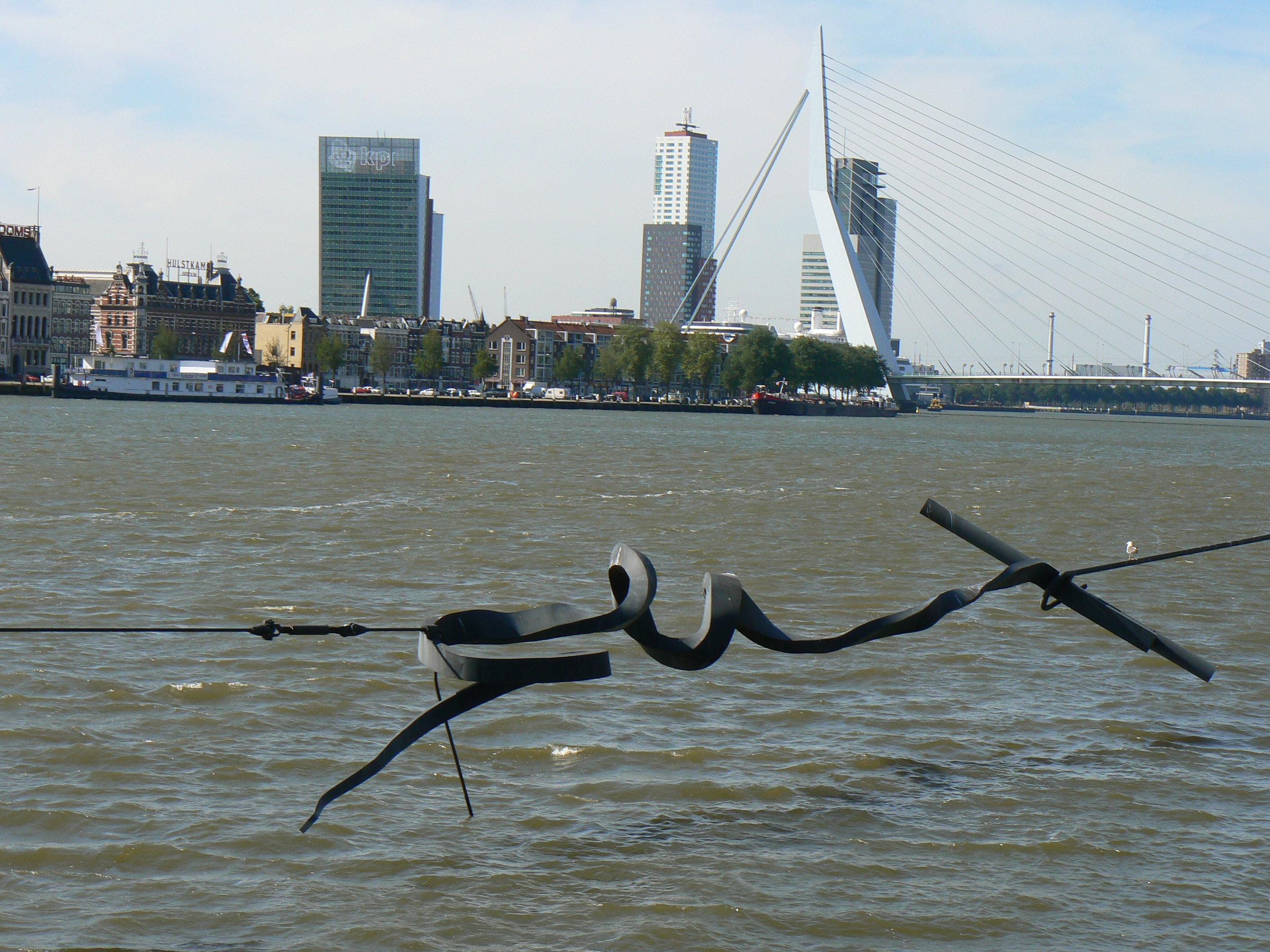
Detail
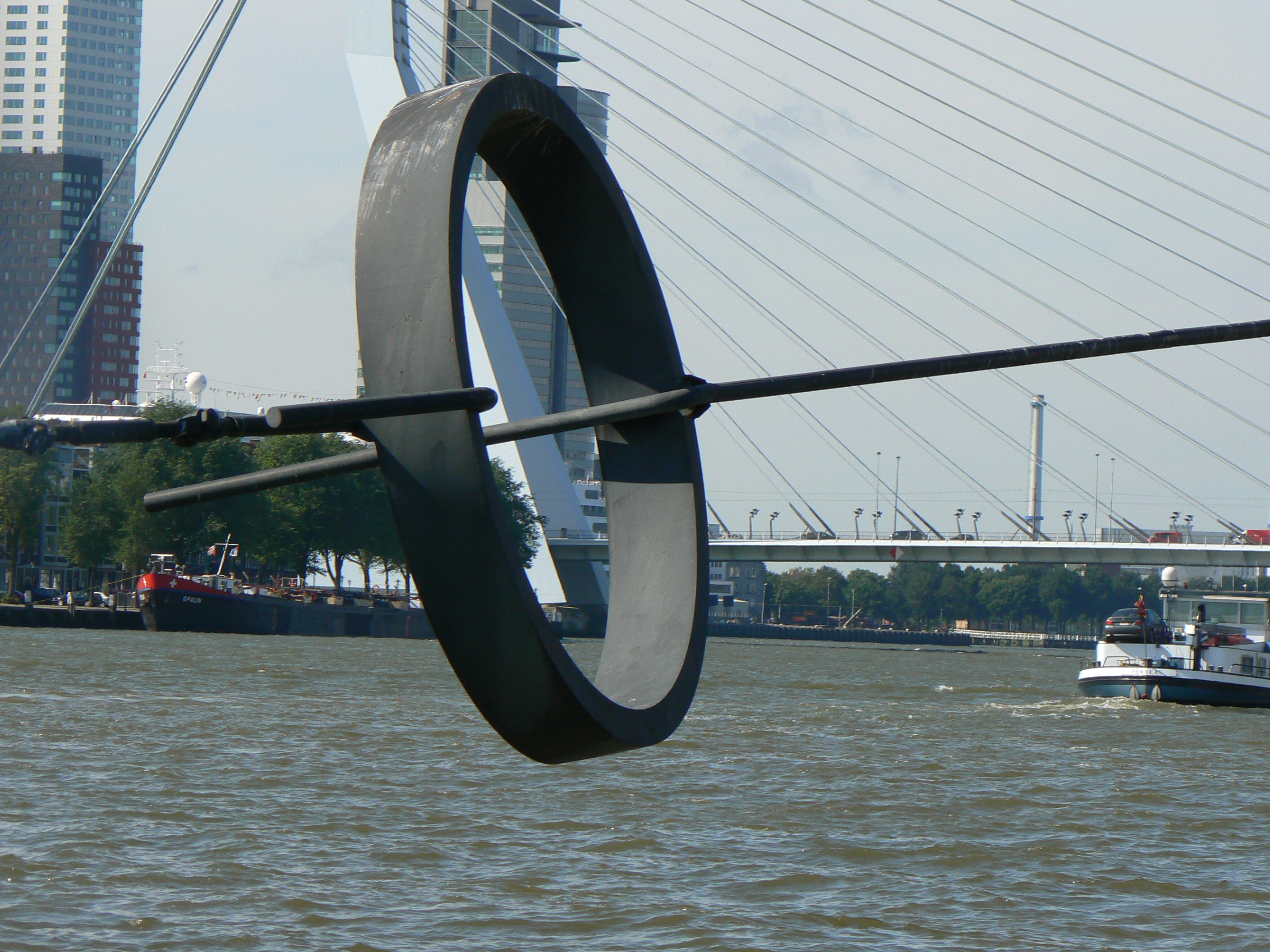
Detail

## Trivia
De sculptuur in de vijver voor het NAi is een (bekend) werk van dezelfde kunstenaar.